# Night Train
Night Train är en låt av det brittiska New romantic-bandet Visage, släppt som singel på Polygram Records i juni 1982. Den låg tio veckor på englandslistan och nådde som bäst en tolfte (12) placering.
Titelspåret finns med på Visage's album The Anvil.

## Låtlista
12" vinyl:
1. Night Train (Full dance mix av John Luongo) - 6:07
2. Night Train (Dub mix) - 5:02
3. I'm Still Searching - 3:37

## Medverkande
- Steve Strange (sång)
- Midge Ure (synthesizer)
- Billy Currie (synthesizer)
- Rusty Egan (elektrisk trumprogrammering)
- Dave Formula (synthesizer)
- Barry Adamson (bas)
- Gary Barnacle (saxofon)
- Ken Perry (andrasång)
- Lorraine (andrasång)